# Вест, Алан
Лорд Алан Уильям Джон Уэст, барон Уэст Спитхедский (англ. Alan William John West, Baron West of Spithead, род. 21 апреля 1948, Лондон), GCB, DSC, PC — британский адмирал (ноябрь 2000). Член Тайного совета Великобритании с мая 2010 года. Пэрство с 2007 года. Лейборист.

## Биография
С 1965 года на службе в Королевском военно-морском флоте Великобритании, поступив в Королевский военно-морской колледж «Британия». Лейтенант (01.05.1970).
Окончил штабные курсы ВМС, высшие командно-штабные курсы и Королевский оборонный колледж.
По итогам Фолклендской кампании Алан Уэст возглавил парад победы в Лондоне.
В 1996—1997 годах командир оперативной группы ВМС Великобритании.
В 1997—2000 годах начальник Военной разведки Великобритании.
В 2000—2002 годах командующий флотом ВМС Великобритании.
В 2002—2006 годах первый морской лорд — начальник морского штаба (главнокомандующий) Королевских ВМС Великобритании.
В 2007—2010 годах младший государственный секретарь (безопасность и контр-терроризм) Великобритании.